# Oleria estella
Oleria estella är en fjärilsart som beskrevs av William Chapman Hewitson 1868. Oleria estella ingår i släktet Oleria och familjen praktfjärilar. Inga underarter finns listade i Catalogue of Life.

## Bildgalleri

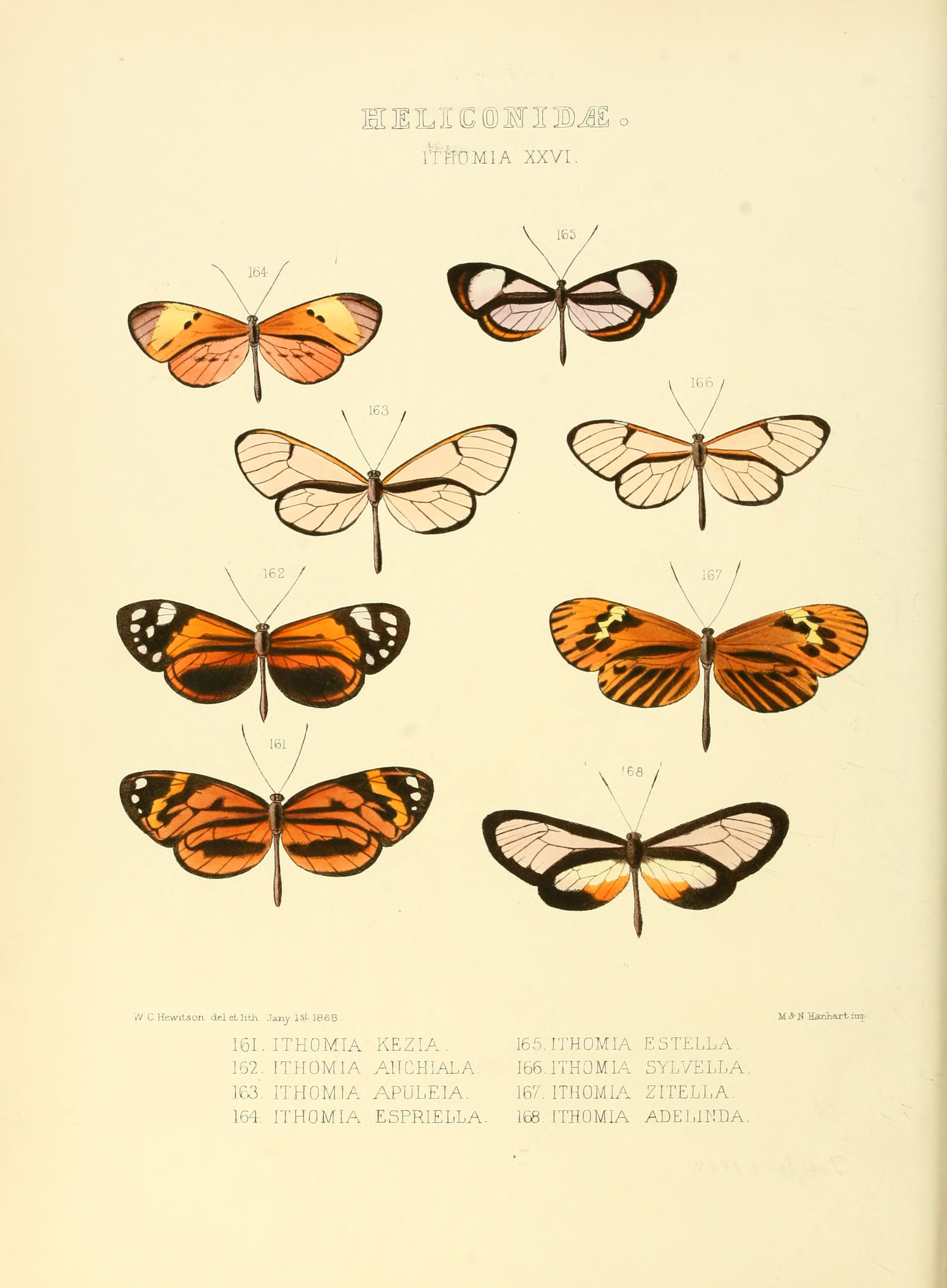